# Лефор, Мари-Мадлен
Мари́-Мадле́н Лефо́р (фр. Marie-Madeleine Lefort; 1799—1864) — французский интерсекс-человек, которому при рождении был приписан женский пол, впоследствии сменивший его на мужской. Его случай описывался в медицинской литературе, где ему был поставлен диагноз псевдогермафродитизм.

## Биография
В 1815 году, когда Лефор было шестнадцать лет, у неё появились усы и бакенбарды, и было принято решение считать Лефор как мужчиной.
В том же году Лефор был представлен на Парижском факультете медицины и был осмотрен несколькими известными врачами того времени. Была назначена комиссия для определения пола.

В конце жизни Лефор заболел плевритом и умер от этой болезни. Вскрытие показало, что у него были все «необходимые органы женщины».
- Мари-Мадлен Лефор в возрасте 65 лет